# Arles-sur-Tech
Arles-sur-Tech (in catalano Arles) è un comune francese di 2 805 abitanti situato nel dipartimento dei Pirenei Orientali nella regione dell'Occitania.

## Geografia fisica

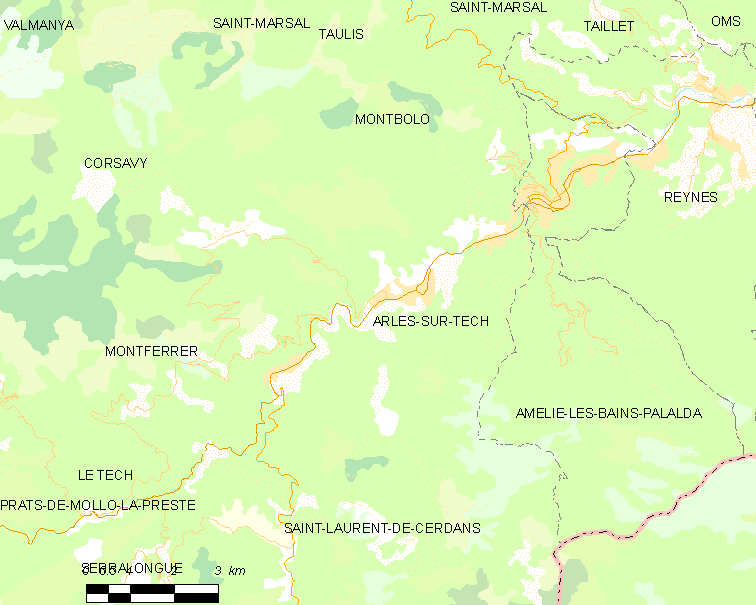
Situazione di Arles-sur-Tech

## Amministrazione

### Sindaci
| Nome                    | Mandato     |
| ----------------------- | ----------- |
| Jean-Baptiste Serradell | 1807 - 1808 |
| Abdon Desclaus          | 1808 - 1813 |
| Jean-Baptiste Serradell | 1813 - 1815 |
| Jean Galangau           | 1815 - 1827 |
| Dominique Jofre         | 1827 - 1830 |
| Jean Pujade             | 1830 - 1832 |
| Etienne Grau            | 1832 - 1835 |
| Pierre Mouchart         | 1835 - 1837 |
| Jacques Dubois          | 1837 - 1839 |
| Jean Serreclare         | 1839 - 1840 |
| François Comaills       | 1840 - 1848 |
| Etienne Douffiagues     | 1848 - 1849 |
| Joseph Boix             | 1849 - 1850 |
| Bonaventure Desclaux    | 1850 - 1851 |
| Pierre Mouchart         | 1851 - 1853 |
| Antoine Dubois          | 1853 - 1855 |
| François Comaills       | 1855 - 1859 |
| Abdon Malé              | 1859 - 1865 |
| Joseph Julia            | 1865 - 1870 |
| Jean-Baptiste Barjau    | 1870 - 1871 |
| François Moreau         | 1871- 1874  |
| Jérôme Moreau           | 1874 - 1874 |
| Joseph Julia            | 1874 - 1876 |
| Jean Arago              | 1876 - 1878 |
| Jules Boix              | 1878 - 1878 |
| Joseph Galangau         | 1878 - 1881 |
| Jean-Baptiste Barjau    | 1881 - 1888 |
| Venance Paraire         | 1888 - 1892 |
| Joseph Pallarès         | 1892-1908   |
| Jean Vilar              | 1908-1914   |
| Baptiste Pams           | 1914-1940   |
| Lucien Trenet           | 1941-1942   |
| Pierre Sola             | 1942-1944   |
| Baptiste Pams           | 1944-1967   |
| Paul Lavanga            | 1967-1983   |
| Marcel Charlet          | 1983-1989   |
| Albert Costa            | 1989-2001   |
| René Ala                | 2001-2008   |
| René Bantoure           | 2008 -      |

## Società

### Evoluzione demografica
Abitanti censiti